# Moscovei
Moscovei è un comune della Moldavia situato nel distretto di Cahul di 3.467 abitanti al censimento del 2004.

## Località
Il comune è formato dall'insieme delle seguenti località: (popolazione 2004)
- Moscovei (3.035 abitanti)
- Trifeştii Noi(432 abitanti)